# Neopolyptychus compar
Neopolyptychus compar là một loài bướm đêm thuộc họ Sphingidae. Nó được tìm thấy ở Brachystegia woodland from Zimbabwe to Mozambique, Zambia, Malawi và tây nam Tanzania.

## Phụ loài
- Neopolyptychus compar compar (Zimbabwe to Mozambique, Zambia, Malawi và tây nam Tanzania)
- Neopolyptychus compar septentrionalis Carcasson, 1968[3] (coastal areas of Kenya và miền bắc Tanzania)